# Internetowa platforma handlowa
Internetowa platforma handlowa (ang. online marketplace) – usługa cyfrowa, która umożliwia konsumentom lub przedsiębiorcom zawieranie online umów dotyczących sprzedaży lub usług z przedsiębiorcami na stronie internetowej platformy handlowej, na stronie internetowej przedsiębiorcy lub poprzez dedykowaną aplikację, który używa usług komputerowych świadczonych przez internetową platformę handlową.